# 滝川駅
滝川駅（たきかわえき）は北海道滝川市にある北海道旅客鉄道（JR北海道）・日本貨物鉄道（JR貨物）の駅である。JR北海道の駅は栄町4丁目に、JR貨物の駅は栄町1丁目にある。駅番号はA21。事務管理コードは▲130141。

## 概要
函館本線を所属線としており、当駅を起点とする根室本線を加えた2路線が乗り入れている。臨時列車を含めてすべての列車が停車する。また、どちらの路線もJR貨物が第二種鉄道事業者として貨物の営業を行っている。
また、721系、731系、733系、735系電車の定期運用の北限駅でもあるほか、函館本線におけるJR北海道本社直轄エリアの最北の駅となる。

## 歴史

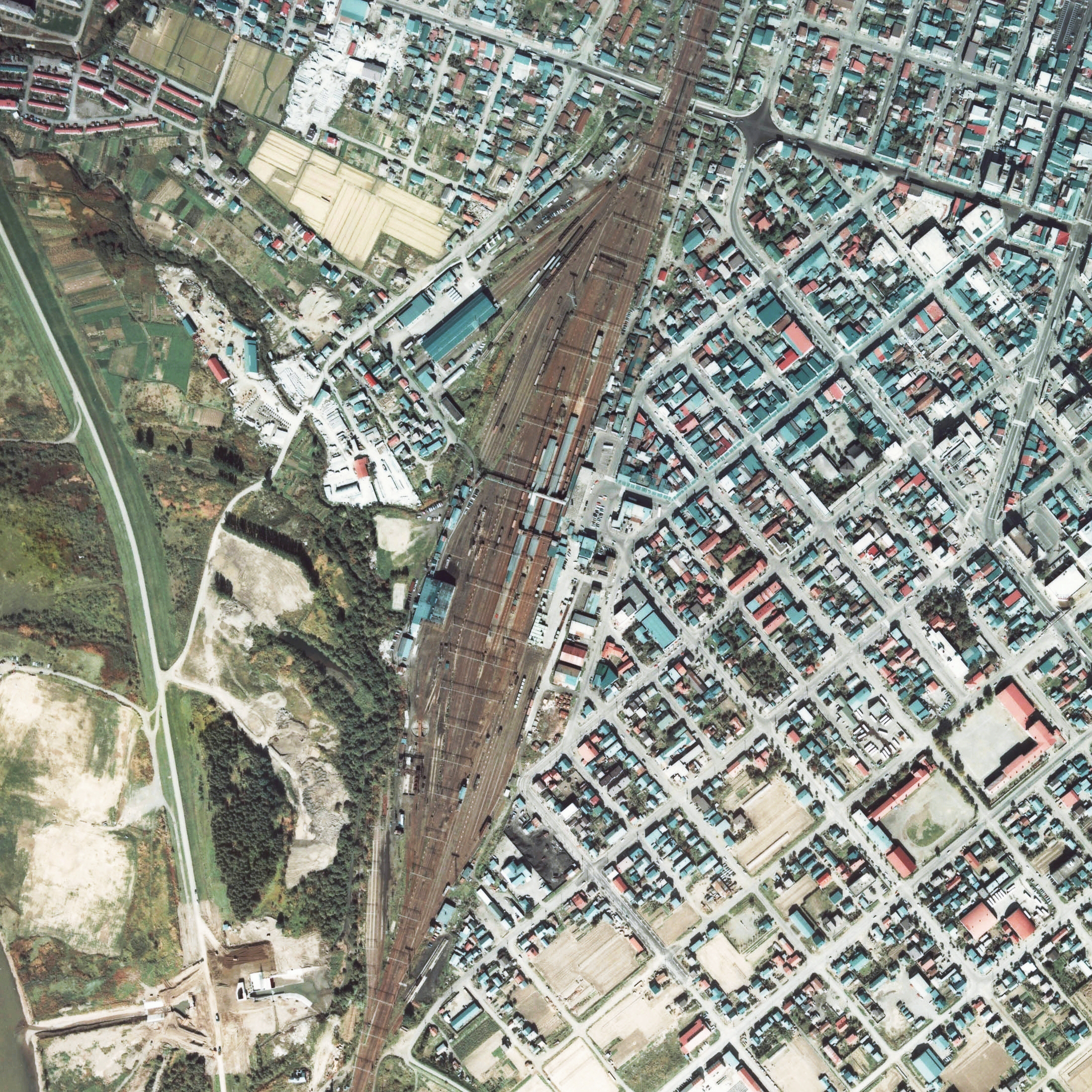
1977年の滝川駅と周囲約1.2km範囲。上が、右から根室本線富良野方面単線、函館本線旭川方面複線、木材防腐工場と1989年まで操業していた北海道電力滝川発電所へ向かう専用線の計4本。ホームは単式及び島式2面の複合3面5線を有し、駅舎側から単式ホーム1番線を滝川起点の根室本線普通が、また現在とは異って、島式ホーム駅舎側2番が根室本線下りと3番が函館本線下りに、島式ホーム駅裏側4番が根室本線上りと5番が函館本線上りに振り分けられていた。1･2番線間には2本の下り用待避線、5番線の外側には3本の上り用待避線と4本の留置線を有していて、主に根室本線の運炭用長大貨物の留置きに使用された。駅裏の旭川側には車両工場（検収場）があり、中央旭川寄りに12本の仕分線群（下仕分）、中央砂川寄りに転車台の残る滝川機関区、砂川側に滝川客貨車区の留置線がある。駅舎横の砂川側には貨物ホームと2本の引込み線、その砂川寄りに10本の仕分線群（上仕分）がある。

- 1897年（明治30年）6月：臨時北海道鉄道敷設部が滝川仮工場を設置。
- 1898年（明治31年）
  - 5月10日：滝川機関庫設置。
  - 7月16日：北海道炭礦鉄道空知線の空知太駅へ接続し、北海道官設鉄道上川線の駅として開業[1]。同時に空知太駅が廃止[1]。一般駅[1]。仮工場を旭川工場滝川分工場とする。
- 1899年（明治32年）5月11日：滝川分工場廃止。
- 1905年（明治38年）4月1日：官設鉄道（国有鉄道）に移管[1]。
- 1912年（明治45年）以前：若干北の現在地に移転[注釈 1]。
- 1913年（大正2年）
  - 10月21日：滝川機関庫が岩見沢機関庫滝川分庫となる。
  - 11月10日：下富良野線（後の釧路本線、現在の根室本線）が開通[5]。駅舎拡張[6]。跨線橋設置？。
- 1923年（大正12年）4月1日：岩見沢機関庫滝川分庫が旭川機関庫滝川分庫となる。
- 1925年（大正14年）11月1日：駅舎改築[6]。
- 1932年（昭和7年）9月1日：旭川機関庫滝川分庫が深川機関庫滝川分庫となる。
- 1936年（昭和11年）10月：跨線橋移設改築[6]。
- 1939年（昭和14年）3月10日：深川機関区滝川支区が滝川機関区となる。
- 1940年（昭和15年）：軍需工場の北海道人造石油（後に日本人造石油）工場向け専用線敷設完了[6]。
- 1946年（昭和21年）9月11日：終戦に伴い日本人造石油が操業停止したため、同施設を基盤にして滝川化学工業が分離独立。専用線をそのまま使用[6]。
- 1947年（昭和22年）11月1日：滝川検車区設置。
- 1950年（昭和25年）2月10日：滝川客貨車区（札タキ）設置。
- 1952年（昭和27年）8月：滝川化学工業倒産。専用線は北炭機械工業滝川工場が引き続き使用[6]。
- 1954年（昭和29年）8月11日：昭和天皇、香淳皇后のお召し列車が停車。駅前奉迎が行われた[7]。
- 1958年（昭和33年）3月：滝川化学工業工場跡地に北海道電力滝川火力発電所建設第一期工事着工。専用線を建設に合わせて拡張[6]。
- 1960年（昭和35年）12月24日：滝川火力発電所の冷却水を用いた構内流雪溝の使用を開始[8]。
- 1962年（昭和37年）12月：現駅舎に改築[6]。
- 1963年（昭和38年）11月：駅前ロータリー完成[6]。
- 1979年（昭和54年）4月28日：駅前噴水広場完成[6]。
- 1986年（昭和61年）11月1日：荷物の取扱を廃止[1]。
- 1987年（昭和62年）
  - 3月1日：滝川火力発電所専用線廃止[8]。
  - 4月1日：国鉄分割民営化により、北海道旅客鉄道（JR北海道）・日本貨物鉄道（JR貨物）の駅となる[1]。滝川機関区は滝川運転区となる。
- 1988年（昭和63年）11月：滝川火力発電所廃止に伴い構内流雪溝を廃止[8]。
- 1989年（平成2年）3月12日：滝川運転区が滝川運転所となる。
- 1999年（平成11年）12月1日：自動改札機導入、JR北海道の札幌圏以外での自動改札導入は初となった[新聞 1][9]。
- 2001年（平成13年）3月11日：ダイヤ改正により、札幌駅 - 滝川駅間直通普通列車を削減。改正前までは、1日25本（毎時約1本程度）乗り入れていた。岩見沢以北からの直通需要の減少や札幌都市圏で新型車両（721系電車など）に置き換えるなどがその主な理由である。
- 2011年（平成23年）12月8日：バリアフリー化完成、エレベーター・スロープ・車いす対応トイレ使用開始[JR北 1]。
- 2013年（平成25年）：空知総合振興局が主体となり駅前広場再整備事業に着手[10]。
- 2016年（平成28年）
  - 3月28日：キヨスク閉店[新聞 2]。
  - 3月31日：旅行センター営業終了[JR北 2][新聞 3]。
  - 10月：駅舎耐震補強工事・改装を完了。
- 2017年（平成29年）3月15日：駅前広場拡張事業を暫定供用開始。
- 2018年（平成30年）4月1日：駅前広場バス乗降場・北海道中央バス滝川駅前案内所を供用開始。
- 2019年（平成31年）2月：駅前広場再整備事業完成[11]。
- 2022年（令和4年）3月9日：話せる券売機を導入[JR北 3]。
- 2024年（令和6年）3月16日：函館本線でICカード「Kitaca」の利用が可能となる[JR北 4][JR北 5][JR北 6]。

## 駅構造
単式ホーム1面1線、島式ホーム2面4線、合計3面5線のホームを有する地上駅。駅舎は構内東側、単式ホームに隣接して設置されている。のりばは駅舎側から順に1、4、5、6、7番線。2番線と3番線はホームをもたない中線で、主に貨物列車などが使用する。また5番線と6番線は主に通過列車や特急列車が使用するが柔軟に運用しており、特急列車の待ち合わせを伴わない普通列車が使用する場合もある。ホーム間の連絡は跨線橋で行なう。
直営駅で、みどりの窓口、話せる券売機、自動改札機がある。Kitacaは函館本線のみ利用可能であり、根室本線では利用できない。
構内の11人乗りエレベーター設置や車いす対応トイレ、スロープ整備などのバリアフリー化工事が行われた。

### のりば
| 番線 | 路線      | 方向 | 行先             |
| ---- | --------- | ---- | ---------------- |
| 1    | ■根室本線 | 下り | 芦別・富良野方面 |
| 4    | ■函館本線 | 上り | 岩見沢・札幌方面 |
| 4    | ■根室本線 | 下り | 芦別・富良野方面 |
| 5    | ■函館本線 | 上り | 岩見沢・札幌方面 |
| 6    | ■函館本線 | 下り | 深川・旭川方面   |
| 7    | ■函館本線 | 上り | 岩見沢・札幌方面 |
| 7    | ■函館本線 | 下り | 深川・旭川方面   |

（出典：JR北海道：駅の情報検索）

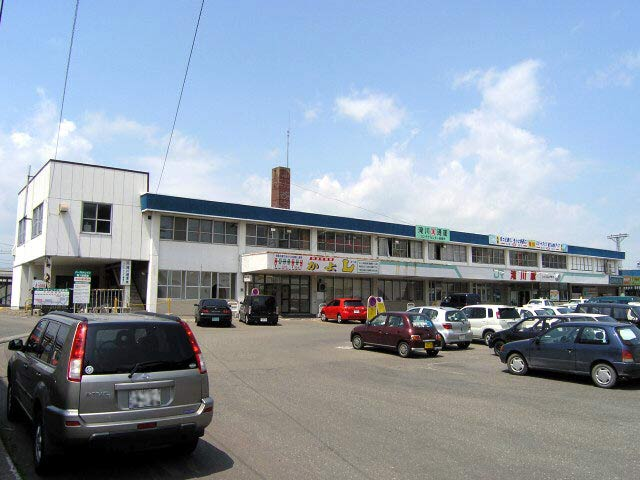
駅舎（2004年7月）
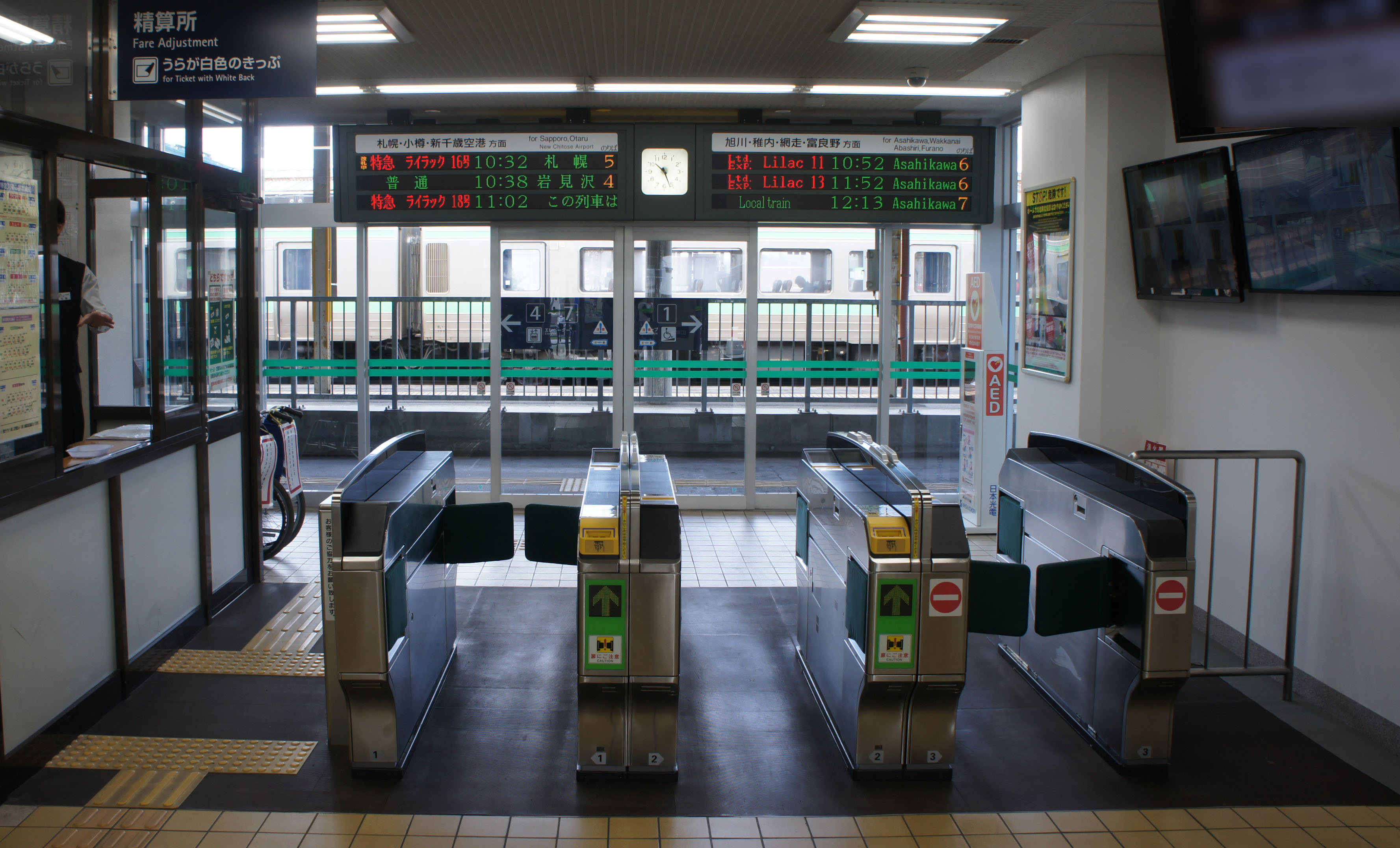
改札口（2018年5月）
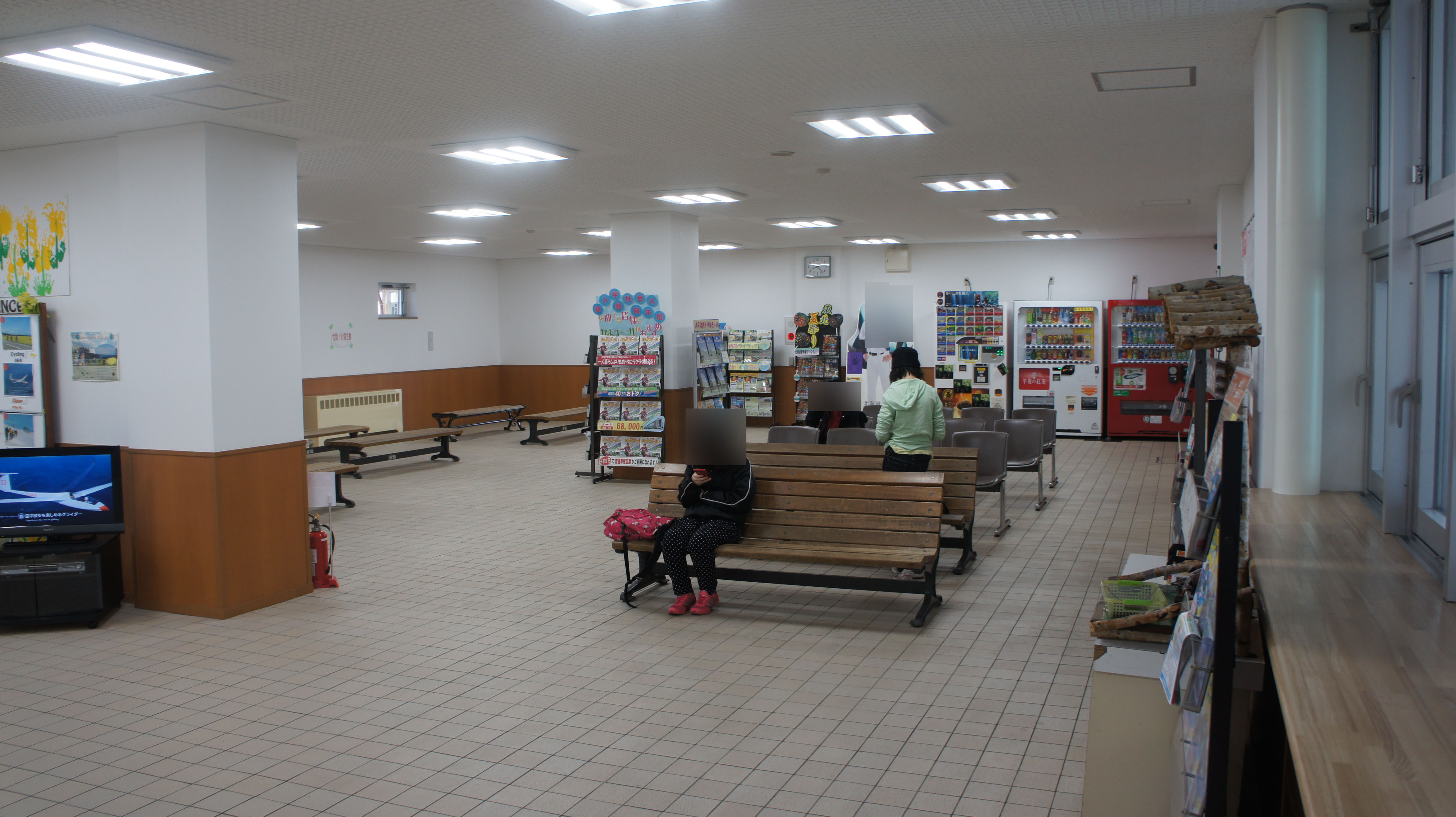
待合室（2017年7月）
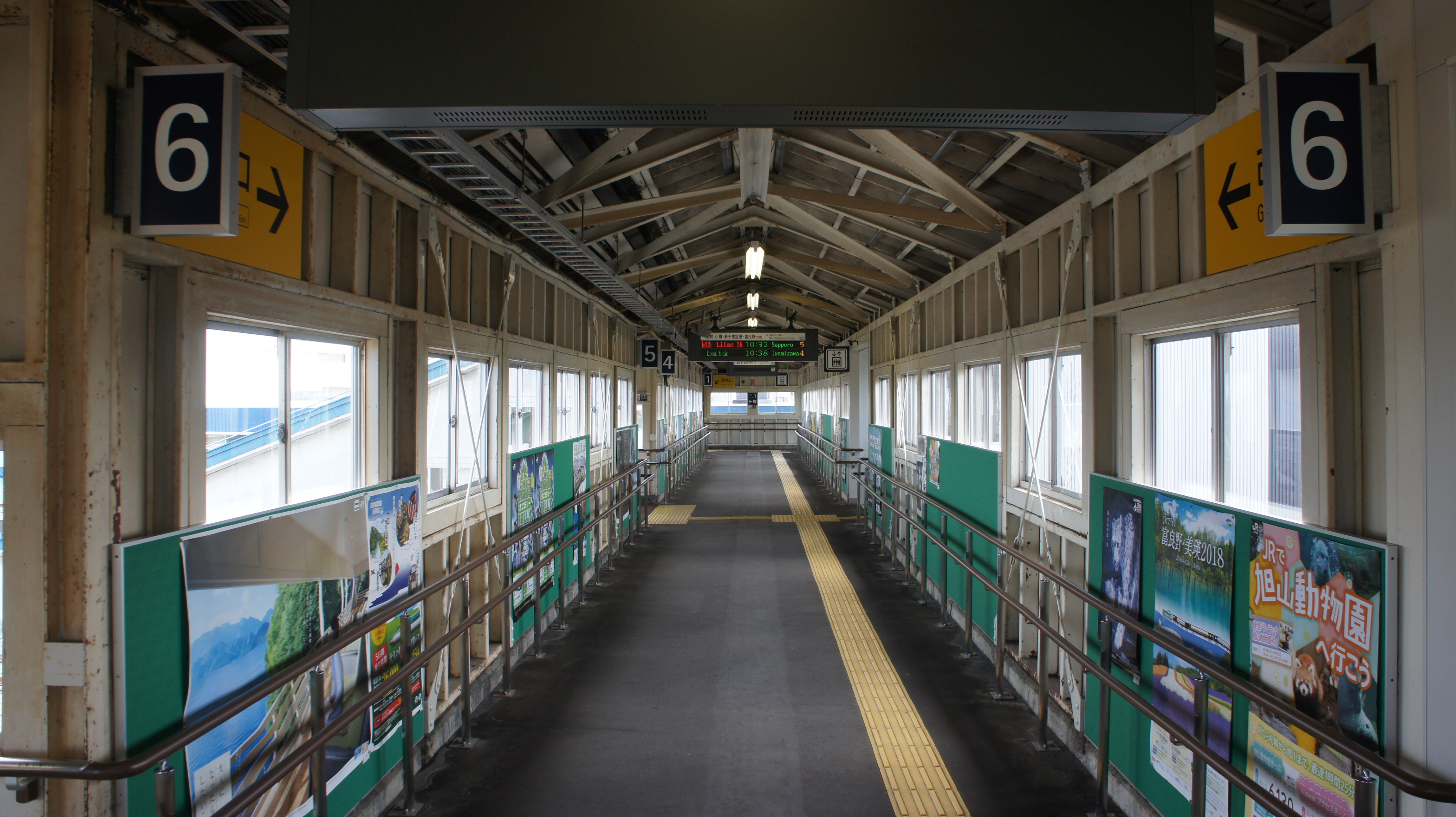
跨線橋（2018年5月）
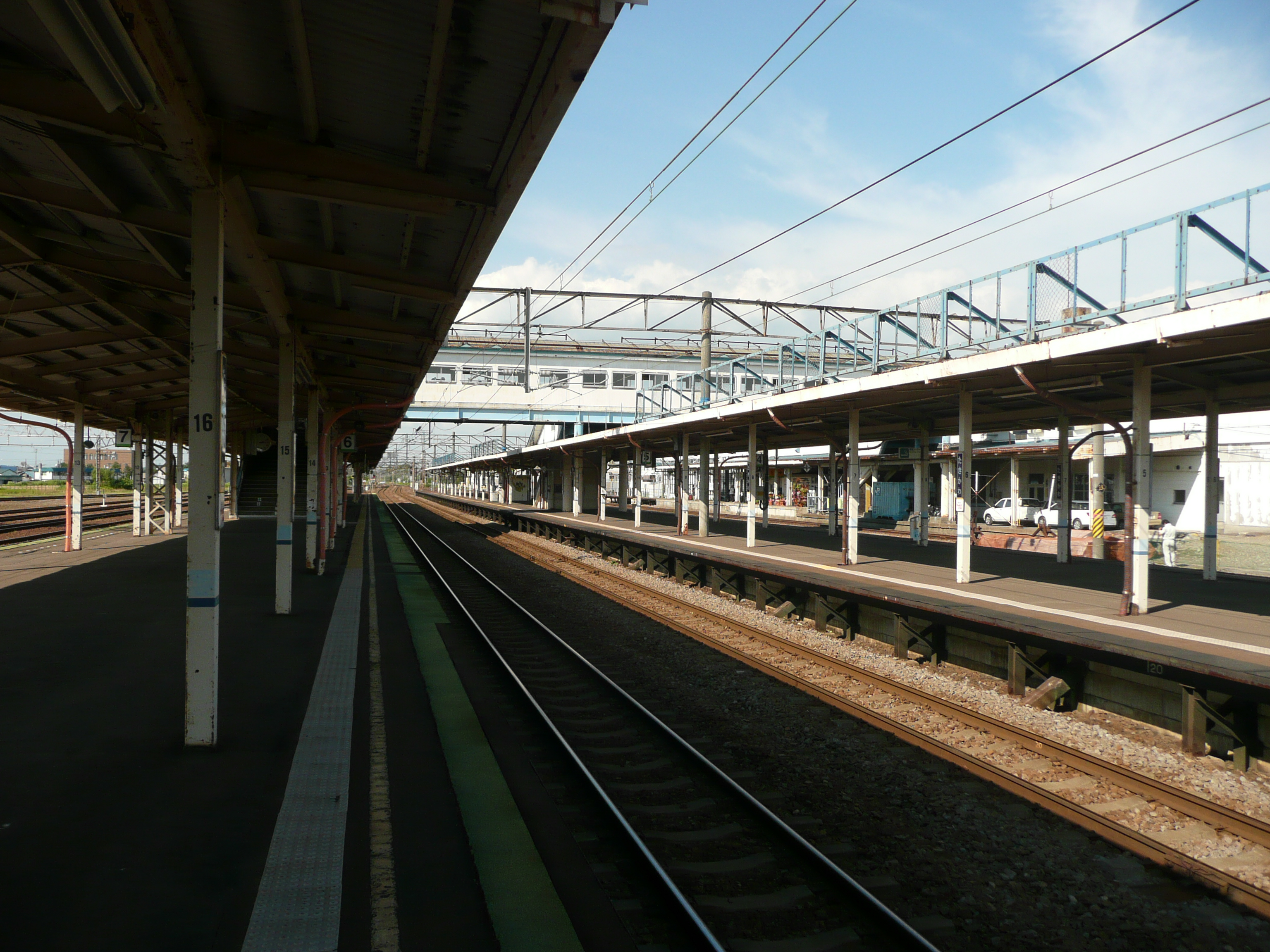
ホーム（全体） （2008年7月）
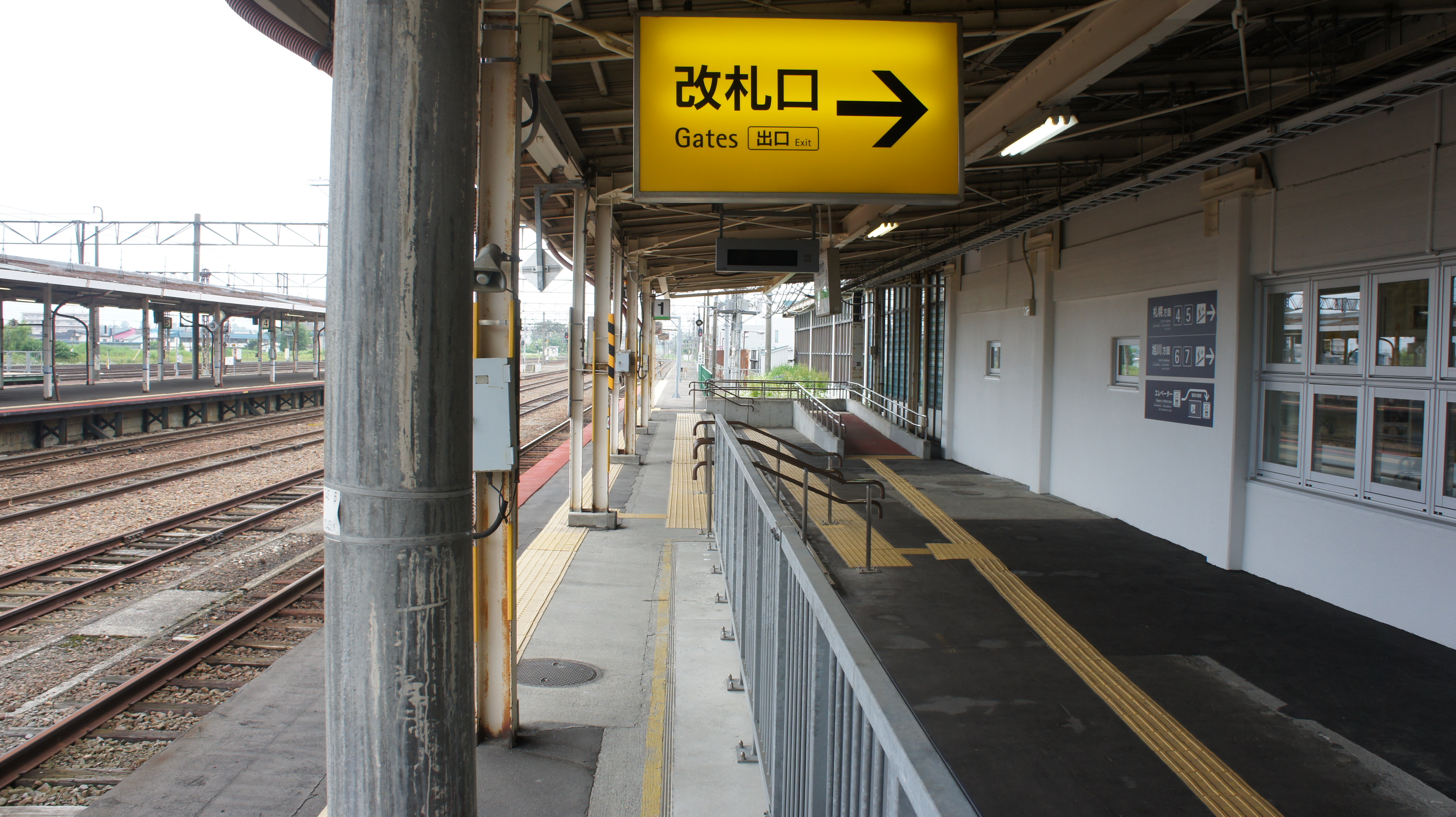
ホーム（1番線） （2017年7月）
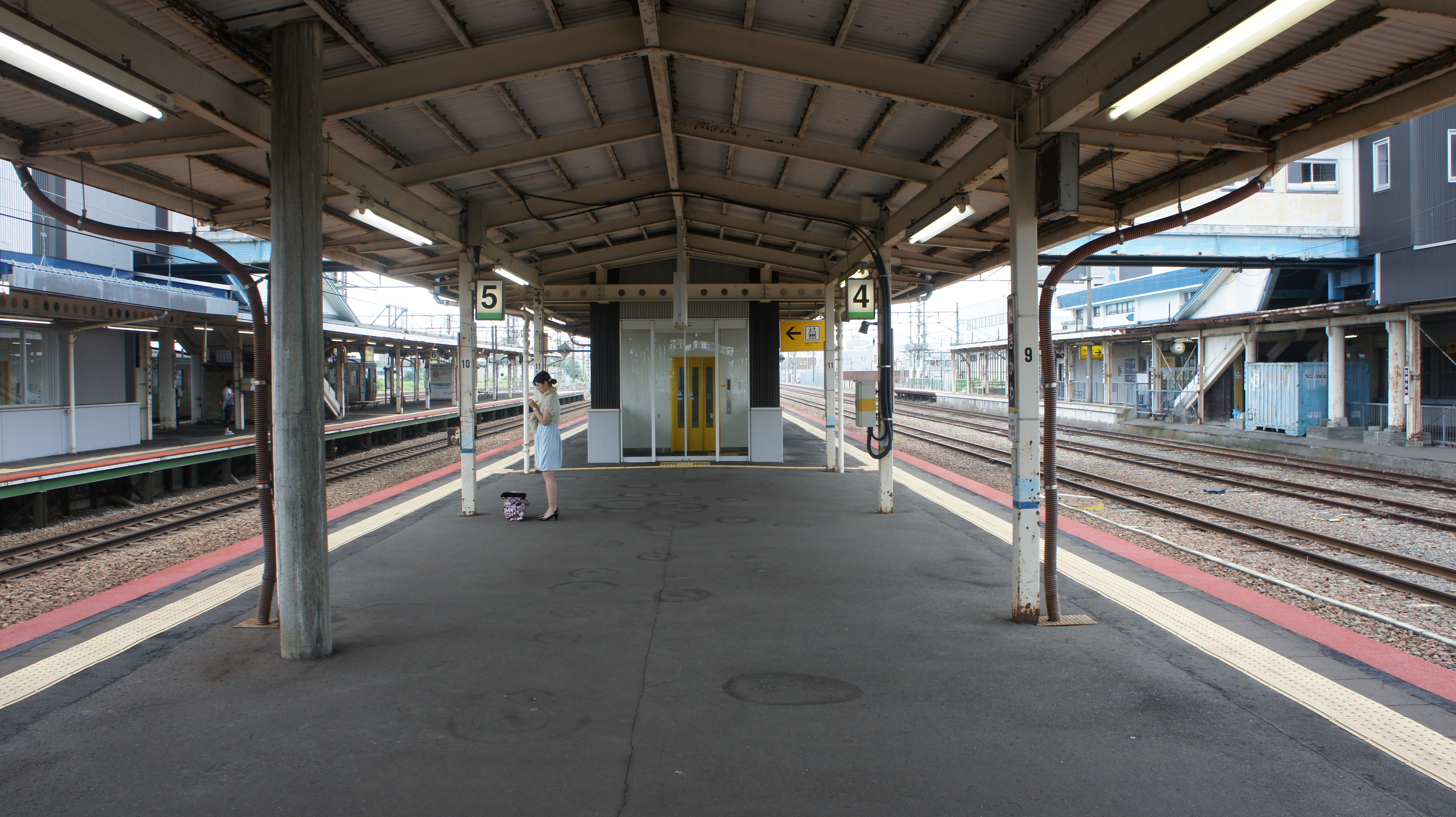
ホーム（4・5番線） （2017年7月）
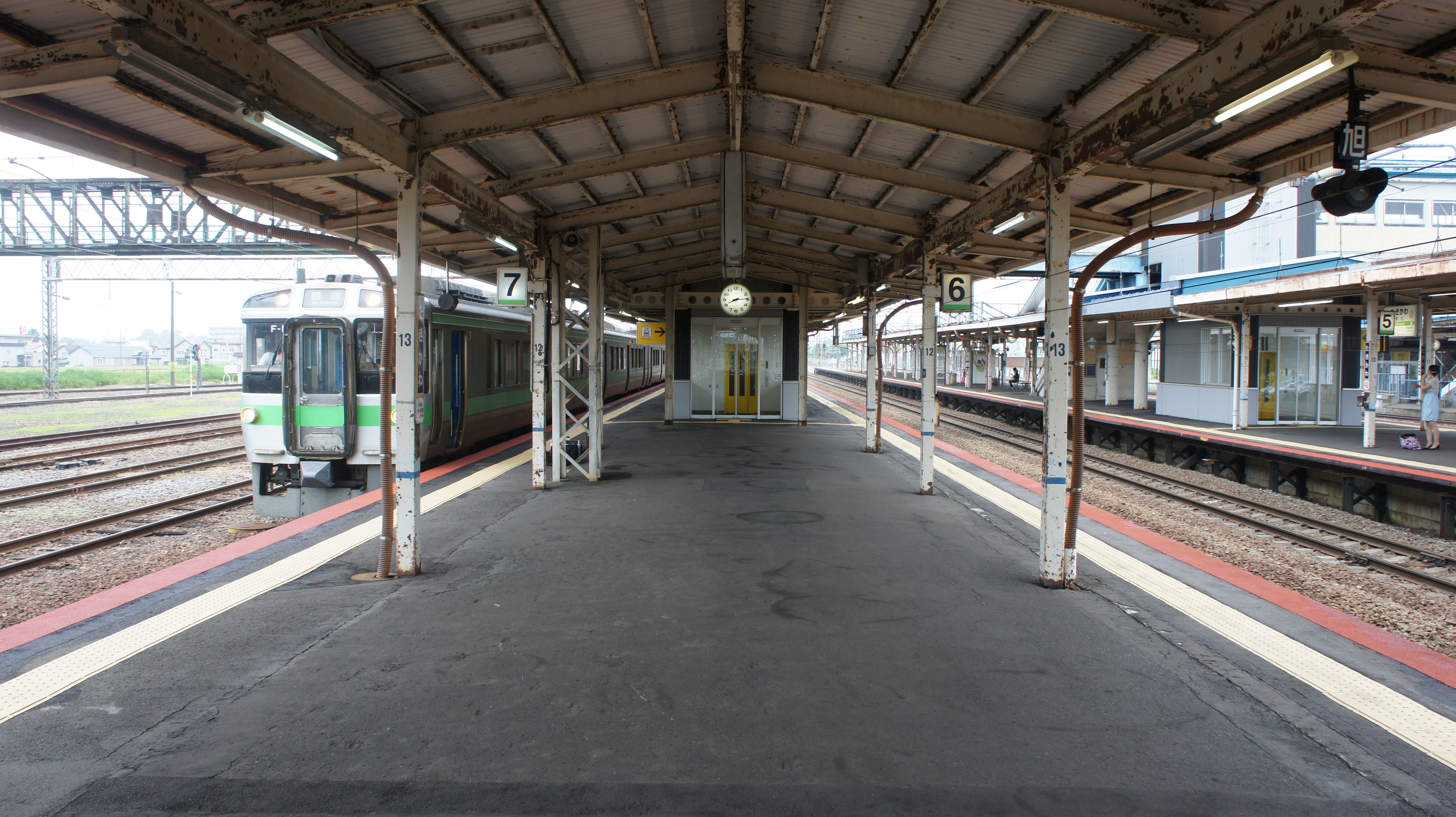
ホーム（6・7番線） （2017年7月）

## 貨物駅
JR貨物の駅は旅客駅の南側にある。1面1線のコンテナホームを有する地上駅で、コンテナ荷役線の長さは約140メートル。
現在はコンテナ貨物の取扱駅で、ここでは12 ftコンテナのみを取り扱っている。かつては北海道電力滝川発電所（石炭火力発電所）への専用線があり、石炭輸送が行われていた。
貨物列車は、1日1往復の札幌貨物ターミナル駅と北旭川駅を結ぶ高速貨物列車が停車する。北旭川駅行きの列車はコンテナ車の切り離し、札幌貨物ターミナル駅行きの列車は連結を行う。また、臨時列車も停車する。駅構内の入換業務は本線の貨物牽引仕業を担当する機関車がそのまま入換業務を担当する。(2013年〈平成25年〉3月16日現在)

## 利用状況

### 旅客
乗車人員の推移は以下のとおり。年間の値のみ判明している年については、当該年度の日数で除した値を括弧書きで1日平均欄に示す。乗降人員のみが判明している場合は、1/2した値を括弧書きで記した。また、『滝川市統計書』を出典とする年間の値については原典が100人単位であるため、100倍した値を記載する。
また、「JR調査」については、当該の年度を最終年とする過去5年間の各調査日における平均である。
| 年度               | 乗車人員 | 乗車人員  | 乗車人員 | 出典               | 備考 |
| 年度               | 年間     | 1日平均   | JR調査   | 出典               | 備考 |
| ------------------ | -------- | --------- | -------- | ------------------ | ---- |
| 2000年（平成12年） | 595,400  | (1,631.2) |          | [ 12 ]             |      |
| 2001年（平成13年） | 565,800  | (1,550.1) |          | [ 13 ]             |      |
| 2002年（平成14年） | 568,700  | (1,558.1) |          | [ 14 ]             |      |
| 2003年（平成15年） | 566,200  | (1,547.0) |          | [ 15 ]             |      |
| 2004年（平成16年） | 556,300  | (1,524.1) |          | [ 16 ]             |      |
| 2005年（平成17年） | 588,000  | (1,611.0) |          | [ 17 ]             |      |
| 2006年（平成18年） | 609,500  | (1,669.9) |          | [ 18 ]             |      |
| 2007年（平成19年） | 584,900  | (1,598.1) |          | [ 19 ]             |      |
| 2008年（平成20年） | 616,800  | (1,689.9) |          | [ 20 ]             |      |
| 2009年（平成21年） | 613,900  | (1,681.9) |          | [ 21 ]             |      |
| 2010年（平成22年） | 590,200  | (1,617.0) |          | [ 22 ]             |      |
| 2011年（平成23年） | 626,600  | (1,712.0) |          | [ 23 ]             |      |
| 2012年（平成24年） | 624,600  | (1,711.2) |          | [ 23 ]             |      |
| 2013年（平成25年） | 613,600  | (1,681.1) |          | [ 23 ]             |      |
| 2014年（平成26年） | 609,200  | (1,669.0) |          | [ 23 ]             |      |
| 2015年（平成27年） | 603,900  | (1,650.0) |          | [ 23 ]             |      |
| 2016年（平成28年） | 619,100  | (1,696.2) | 1,720.8  | [ 24 ] [ JR北 7 ]  |      |
| 2017年（平成29年） | 595,000  | (1,630.1) | 1,624.4  | [ 25 ] [ JR北 8 ]  |      |
| 2018年（平成30年） | 593,500  | (1,626.0) | 1,552.6  | [ 25 ] [ JR北 9 ]  |      |
| 2019年（令和元年） | 579,700  | (1,583.9) | 1,484.8  | [ 26 ] [ JR北 10 ] |      |
| 2020年（令和02年） |          |           | 1,406.2  | [ JR北 11 ]        |      |
| 2021年（令和03年） |          |           | 1,324.2  | [ JR北 12 ]        |      |
| 2022年（令和04年） |          |           | 1,276.6  | [ JR北 13 ]        |      |
| 2023年（令和05年） |          |           | 1,235.2  | [ JR北 14 ]        |      |

### 貨物
「滝川市統計書」によると、近年の年度別貨物輸送実績は以下の通りである。
| 年度               | 年間貨物トン数 | 年間貨物トン数 |        |
| 年度               | 発送           | 到着           | 出典   |
| ------------------ | -------------- | -------------- | ------ |
| 2000年（平成12年） | 33,815         | 28,428         | [ 12 ] |
| 2001年（平成13年） | 33,155         | 30,166         | [ 13 ] |
| 2002年（平成14年） | 34,524         | 27,985         | [ 14 ] |
| 2003年（平成15年） | 39,260         | 25,940         | [ 15 ] |
| 2004年（平成16年） | 30,297         | 25,299         | [ 16 ] |
| 2005年（平成17年） | 45,180         | 24,218         | [ 17 ] |
| 2006年（平成18年） | 38,676         | 22,414         | [ 18 ] |
| 2007年（平成19年） | 32,775         | 20,613         | [ 19 ] |
| 2008年（平成20年） | 33,809         | 20,134         | [ 20 ] |
| 2009年（平成21年） | 30,895         | 17,275         | [ 21 ] |
| 2010年（平成22年） | 28,356         | 20,565         | [ 22 ] |
| 2011年（平成23年） | 26,265         | 22,450         | [ 23 ] |
| 2012年（平成24年） | 29,047         | 25,018         | [ 23 ] |
| 2013年（平成25年） | 28,395         | 26,783         | [ 23 ] |
| 2014年（平成26年） | 27,863         | 22,022         | [ 23 ] |
| 2015年（平成27年） | 29,168         | 21,433         | [ 23 ] |
| 2016年（平成28年） | 28,735         | 20,882         | [ 24 ] |

## 駅周辺
滝川市の中心に位置し、周辺は商店街や飲食店が建ち並ぶ。しかし近年は郊外に（イオンのような）大型ショッピングセンターなどが増加し、駅周辺はあまり賑わっていない。このうち、駅前には（かつて旧西友滝川店の入っていた）滝川スマイルビルがある。だが、同ビルを管理する会社が管理業務を2021年3月31日付で中止するため、同日付で同ビルも閉鎖された。なお、スマイルビルの管理会社は、多額の固定資産税滞納問題を抱えていた。
札沼線の新十津川駅（2020年廃止）とは石狩川を挟んで西方へ3km程度と比較的近く、新十津川駅が無人化された後は一時期滝川駅から職員が出向いて乗車券を販売していた時期があった。滝川駅と新十津川の間は北海道中央バスが連絡している。滝川駅前から新十津川役場までは15分程度。
- 国道12号・国道38号・国道451号
- 滝川市役所
- 滝川市立病院
- 滝川市立高等看護学院
- 滝川警察署
- 滝川警察署駅前交番
- 滝川郵便局
- 滝川駅前郵便局
- 北海道労働金庫 滝川支店
- 北門信用金庫 本店
- 北空知信用金庫 滝川支店
- 北洋銀行滝川支店
- 北海道銀行滝川支店
- たきかわ農業協同組合（JAたきかわ）本所
- 日本通運札幌支店滝川営業支店
- 松尾ジンギスカン
- スマイルビル（旧西友滝川店）
- Aiba滝川(J-PLACE滝川)
- 焼肉食道園
- ホテルおい川
- 寿屋旅館
- 北海道滝川西高等学校
- 北海道滝川高等学校
- 北海道滝川工業高等学校
- 石狩川
- 滝川市石狩川野球場
- マックスバリュ滝川本町店

## バス路線

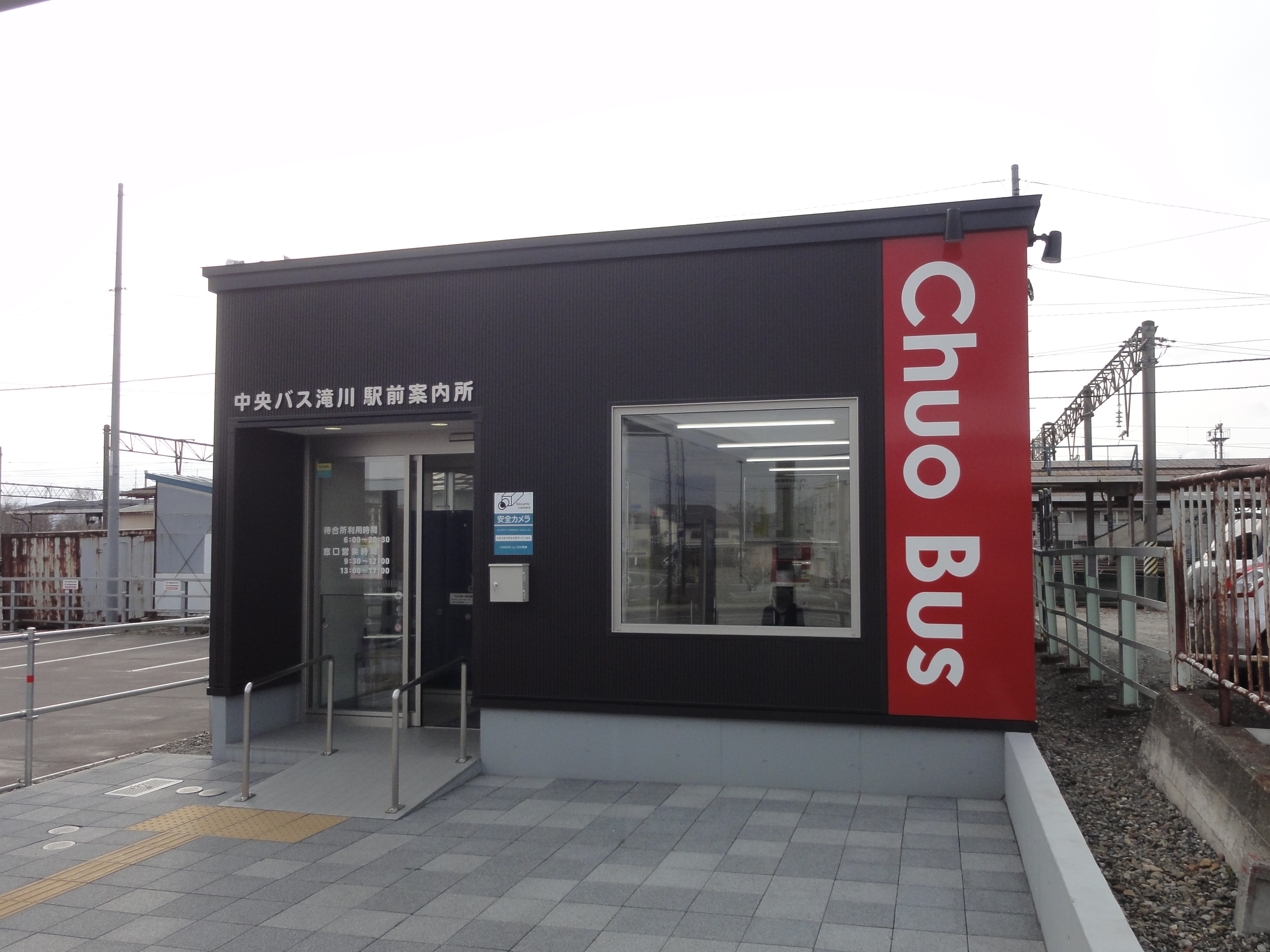
北海道中央バス案内所（2020年4月）

停留所名は「滝川駅前」。以下の事業者のバスが乗り入れている。
- 北海道中央バス
- 空知中央バス
- 石狩市（浜益滝川間乗合自動車）
- 浦臼町営バス（浦臼町#バスも参照）
- 誠和運輸（新十津川町#バスも参照）

北海道中央バスのバスは、かつては近隣に位置する滝川ターミナルに発着していたものの、2018年4月1日より駅舎正面のロータリー内に路線バスのりば・おりば、駅舎南西の隣接地に発券窓口と待合所を備える案内所、駅前広場北東に高速バスのりばを設置し利用を開始、これにより滝川ターミナルはバスターミナルとしての営業を終了した。高速バス降車場は旧滝川ターミナル当時から設けられていたもの（スマイルビル西側）が引き続き利用されている。なお高速バスについては鉄道路線との競合を理由にJRが駅前広場内への乗り入れを承認せず外部の設置となった。浜益滝川間乗合自動車も同様に、同日より発着地点を滝川駅前に変更している。
またかつては駅舎北東の隣接地にジェイ・アール北海道バスの石狩線が発着するバスターミナルが存在したが、2003年に同路線が北海道中央バスに移管された際に発着地が滝川ターミナルに変更されたため利用路線が消滅。同地はその後JR特急利用客向けのパーク&トレイン用駐車場として用いられ、2018年にはターミナル時代から存在した上屋が解体されている。
以下、運行事業者の記載がない路線はすべて北海道中央バスの運行。路線は2022年10月1日現在。
のりば1
- 滝新線（新十津川役場行き）
- 深滝線（深川市立病院行き） - 空知中央バスが運行
- 滝深線（深川市立病院行き） - 空知中央バスが運行

のりば2
- 歌志内線（赤平昭和、宮下町行き）
- 滝川美唄線（美唄駅前行き）
- 滝芦線（芦別駅前行き）

のりば3
- 滝川市内線（西町先廻り／東町先廻り）
- 滝新線（滝の川団地行き）

のりば4（降車場）
高速バスのりば
- 高速たきかわ号（札幌駅前行き）
- 高速るもい号（札幌駅前行き、留萌ターミナル行き）

一般車駐車場
- 浜益滝川間乗合自動車[27] - 石狩市が運行

のりば不詳
- 浦臼滝川線（浦臼駅行き）[30] - 浦臼町営バスが運行
- 新十津川線（新十津川役場行き）[31] - 誠和運輸が運行

## 隣の駅
北海道旅客鉄道（JR北海道）
■函館本線

■普通
砂川駅 (A20) - *（空知太信号場） - 滝川駅 (A21) - *（深沢信号場） - 江部乙駅 (A22)
■根室本線
滝川駅 (A21) - *（一ノ坂信号場） - （東滝川信号場） - *（幌岡信号場） - 赤平駅 (T23)
*打消線は廃止駅、信号場